# Nogometni klub Svoboda
Nogometni klub Svoboda Ljubljana je slovenski nogometni klub iz Ljubljane, ustanovljen leta 1952. Domače tekme igra na stadionu Športni park Svoboda s kapaciteto za 3000 gledalcev. V sedemdesetih letih je kot eden uspešnejših slovenskih klubov in več let igral v drugi jugoslovanski ligi. V letih 1971, 1975, 1978 in 1980 je zmagal v slovenski republiški ligi. V sezonah 1991/92, 1992/93 in 1993/94 je igral v prvi slovenski ligi, v sezoni 1992/93 se je uvrstil tudi v četrtfinale slovenskega pokala. Tri sezone je igral v drugi slovenski ligi in sedem v tretji slovenski ligi, trenutno pa igra v četrti slovenski ligi.

## Zgodovina
Klub je poleg izvirnega imena Svoboda (začasno kratko obdobje tudi Grafičar), ki se ohranja ves čas delovanja, iz komercialnih razlogov nastopal tudi pod raznimi sponzorskimi imeni: Mercator, Liqui Moli, Kompas Holidays, Optimizem, vendar je vsekakor najuspešnejše obdobje pod imenom Mercator, ki je tudi nekaj let tekmoval v 2. nogometni ligi Jugoslavije. 
V obdobju po osamosvojitvi od 1991 – 1994, po treh prvoligaških sezonah, pa je bil najuspešnejši kot Kompas Holidays.
Zlati časi kluba so bili v sedemdesetih letih, ko je klub večinoma pod imenom Mercator, šestkrat osvojil naslov amaterskega prvaka Slovenije ter trikrat naslov zmagovalca Pokala Slovenije.
Žal, obdobja velikih vzponov in padcev so bila značilna tudi za klub. Vedno so povezana s finančnimi težavami zlasti po končani Mercatorjevi eri kakor tudi v obdobju po osamosvojitvi Slovenije.
Leta 1994 pod imenom Optimizem, ko je bilo člansko moštvo združeno z NK Slavija (SET Vevče). 
Ponovna opredelitev novega vodstva, da z mladimi stabilizirajo klub je dala sadove leta 2003 z uvrstitvijo članskega moštva v 2. SNL v kateri je uspešno tekmoval tri leta. 
Leta 2005 pa je bil klub z zasedbo 3. mesta skoraj ponovno pred vrati 1. SNL. Vendar je zaradi zapletov in finančnih težav v naslednjem obdobju člansko moštvo kluba sestopilo v najnižji rang tekmovanja. 
Posledice zadnjega padca pa prav v tem obdobju rešuje in sanira novoizvoljeno vodstvo kluba.
NK Svoboda ves čas svojega delovanja slovi tudi po dobremu delu z mladinskimi selekcijami o čemer zorno govori bogata zakladnica pokalov in priznanj. 
Najbolj pa veseli trikratni naslov kadetskega prvaka Slovenije (1985, 1994,1997) ter večkratna udeležba mladincev v finalnih tekmovanjih za kar gre zasluga dolgoletnemu trenerju Acu Vlahu.
V svojih vrstah so vzgojili celo kopico bodočih prvoligaških igralcev in reprezentantov Slovenije. Iz njihovih mladinskih vrst izhaja tudi Brane Oblak, najboljši nogometaš Slovenije vseh časov.
Za klub so igrali ali opravljali trenerske in druge funkcije: dr. Branko Elsner, Nedeljko Gugolj, brata Rudi in Jani Zavrl, Brane Oblak, Sašo Udovič, Ermin Šiljak, Dušan Kosič, Suad Beširović, Željko Mitrakovič, Damir Botonjić, Senad Tiganj, Andraž Kirm, Jasmin Handanovič, Denis Petrovič in mnogi drugi.
Posebno mesto ima vsekakor dolgoletni predsednik kluba, kasneje častni predsednik Adi Osterc (1918-2014), ki je poleg delovanja na športnem področju, ogromno prispeval pri zagotavljanju infrastrukturnih pogojev za delovanje kluba in razvoj ŠP Svoboda.

## Lovorike
- Slovenska republiška liga

Prvak (4): 1970/71, 1974/75, 1977/78, 1979/80
Podprvak (1): 1963/64
- Slovenska tretja liga

Prvak (1): 2002/03
Podprvak (1): 1997/98
- Slovenska četrta liga

Prvak (1): 2010/11
- Slovenski republiški pokal

Zmagovalec (2): 1976, 1978
Finalist (2): 1977, 1979

## Znani nogometaši
- Damir Botonjič
- Marko Gruškovnjak
- Jasmin Handanovič
- Andraž Kirm
- Stanislav Komočar
- Dušan Kosič
- Stojan Plešinac
- Senad Tiganj
- Ermin Šiljak
- Fahrudin Zejnilović
- Dražen Žeželj
- Brane Oblak